# Hypercompe tenebra
Hypercompe tenebra là một loài bướm đêm thuộc phân họ Arctiinae, họ Erebidae.